# 嘀哩嘀哩
《嘀哩嘀哩》是一首中国儿歌，在民间则以歌词首句中的“春天在哪里”更为知名，甚至作为歌名。这是一首迎接春天到来，进而引申为迎接多彩生活的儿童歌曲。望安在北京完成作词后，由潘振声在1970年代末完成谱曲（有研究指1978年）。

## 歌曲樣式
歌曲为大调式，采用反复呈现的两段体结构。每个乐段均由四个4小节乐句构成，结构规整。首句由大调式主三和弦的dol、mi、sol形成，在明亮的色彩中也融入了柔和的色调，给人以明朗亲近之感。

## 獎項
曾获中国唱片总公司“金唱片”奖。